# Speak Now
Speak Now je treći studijski album američke kantautorice Taylor Swift. Konceptualni album je objavljen 25. listopada 2010. godine pod diskografskom kućom Big Machine Records. Najavni singl za album "Mine" objavljen je 4. kolovoza 2010. Swift je na albumu radila posljednje dvije godine.

## Promocija
Za promociju albuma Swift je 12. rujna 2010. godine izvela pjesmu "Innocent" na dodjeli nagrada "2010 Video Music Awards". Svakog je tjedna na iTunesu objavljena po jedna pjesma s albuma kao promotivni singl, s početkom od tri tjedna prije izlaska albuma.
Speak Now je objavljen u cijelom svijetu 25. listopada 2010. od izdavačke kuće Big Machine Records. Naslovnica albuma je premijerno objavljena u časopisu Us Weekly 18. kolovoza 2010. Svjetska turneja za album počela je 9. veljače 2011. godine.

## Singlovi
- Kao prvi singl objavljena je pjesma "Mine", izlazak je bio planiran 16. kolovoza 2010. godine, no pjesma je ilegalno završila na internetu, tako je njena diskografska kuća objavila singl 4. kolovoza 2010. preko iTunesa. Videospot za pjesmu se snimao u Portland, Maine početkom srpnja.[4] Swift je izjavila kako pjesma govori o njenom bježanju od ljubavi.[3]
- Pjesma "Back to December" objavljena je kao drugi službeni singl s albuma.

Promotivni singlovi
- "Speak Now" je naslovna pjesma albuma, ujedno i prvi promotivni singl. Singl je objavljen 5. listopada 2010. godine.
- "Back to December" je drugi promotivni singl. Singl je objavljen 12. listopada 2010. godine.
- "Mean" je treći i posljednji promotivni singl. Singl je objavljen 19. listopada 2010. godine.

## Popis pjesama
| Br. | Skladba               | Tekstopisac  | Producent                    | Trajanje |
| --- | --------------------- | ------------ | ---------------------------- | -------- |
| 1.  | »Mine«                | Taylor Swift | Nathan Chapman, Taylor Swift | 3:51     |
| 2.  | »Sparks Fly«          | Taylor Swift | Nathan Chapman, Taylor Swift | 4:20     |
| 3.  | »Back to December«    | Taylor Swift | Nathan Chapman, Taylor Swift | 4:54     |
| 4.  | »Speak Now«           | Taylor Swift | Nathan Chapman, Taylor Swift | 4:02     |
| 5.  | »Dear John«           | Taylor Swift | Nathan Chapman, Taylor Swift | 6:43     |
| 6.  | »Mean«                | Taylor Swift | Nathan Chapman, Taylor Swift | 3:58     |
| 7.  | »The Story of Us«     | Taylor Swift | Nathan Chapman, Taylor Swift | 4:25     |
| 8.  | »Never Grow Up«       | Taylor Swift | Nathan Chapman, Taylor Swift | 4:50     |
| 9.  | »Enchanted«           | Taylor Swift | Nathan Chapman, Taylor Swift | 5:52     |
| 10. | »Better than Revenge« | Taylor Swift | Nathan Chapman, Taylor Swift | 3:37     |
| 11. | »Innocent«            | Taylor Swift | Nathan Chapman, Taylor Swift | 5:02     |
| 12. | »Haunted«             | Taylor Swift | Nathan Chapman, Taylor Swift | 4:02     |
| 13. | »Last Kiss«           | Taylor Swift | Nathan Chapman, Taylor Swift | 6:07     |
| 14. | »Long Live«           | Taylor Swift | Nathan Chapman, Taylor Swift | 5:17     |

| 1. | »Ours«                                 | Taylor Swift | Nathan Chapman, Taylor Swift | 3:58 |
| 2. | »If This Was a Movie«                  | Taylor Swift | Nathan Chapman, Taylor Swift | 3:54 |
| 3. | »Superman«                             | Taylor Swift | Nathan Chapman, Taylor Swift | 4:36 |
| 4. | »Back to December« (akustična verzija) | Taylor Swift | Nathan Chapman, Taylor Swift | 4:02 |
| 5. | »Haunted« (akustična verzija)          | Taylor Swift | Nathan Chapman, Taylor Swift | 3:37 |
| 6. | »Mean« (SAD verzija)                   | Taylor Swift | Nathan Chapman, Taylor Swift | 3:58 |
| 7. | »Back To December« (SAD verzija)       | Taylor Swift | Nathan Chapman, Taylor Swift | 4:54 |
| 8. | »The Story of Us« (SAD verzija)        | Taylor Swift | Nathan Chapman, Taylor Swift | 4:28 |

## Ljestvice
| Ljestvice (2010.) | Najviša pozicija |
| ----------------- | ---------------- |
| Australija        | 1                |
| Kanada            | 1                |
| Njemačka          | 15               |
| UK                | 6                |
| SAD               | 1                |
| Irska             | 6                |